# شکار برای یک عقاب
شکار برای یک عقاب (به انگلیسی: The Hunt for Eagle One) یک فیلم جنگی آمریکایی محصول سال ۲۰۰۶ میلادی که به صورت ویدیویی منتشر شده‌است. داستان فیلم در طول عملیات آزادی بلندمدت – فیلیپین در فیلیپین اتفاق می‌افتد. گروهی از تفنگداران دریایی ایالات متحده برای نجات یک کاپیتان دریایی و یک مأمور فیلیپینی فرستاده شده‌اند و گروهی از تروریست‌های القاعده قصد دارند آنجا را هدف حملات بیولوژیکی قرار دهند. این فیلم توسط راجر کورمن، فیلمساز افسانه‌ای فیلم‌های رده بی تهیه شده‌است. بازیگران این فیلم مارک داکاسیوس، تریسا رندل، روتخر هاور، جو سبا و زاک مک‌گاون می‌باشند.